# Aeródromo de Tachikawa
O Aeródromo de Tachikawa (立川飛行場, Tachikawa Hikōjō, em japonês) (ICAO: RJTC) é um campo de pouso e decolagem situado na cidade de Tachikawa, na parte oeste de Tóquio, Japão. Possui uma pista de pouso e decolagem de 900 m de comprimento.

## Histórico
A aviação civil iniciou em 1929 com a inauguração de uma escala comercial para Osaka. As operações continuaram até 1933, quando foram transferidas para o Aeródromo de Tóquio, o atual Aeroporto Internacional de Tóquio.
Atualmente serve essencialmente para operações militares, sendo administrado pelo Ministério da Defesa do Japão.